# تیپ ۳۶ تفنگدار دریایی
تیپ ۳۶ تفنگدار دریایی (انگلیسی: 36th Marine Brigade) تیپ تفنگدار دریایی زیرمجموعه سپاه تفنگداران دریایی اوکراین است. این واحد در سال ۲۰۱۵ از گردان‌های اول و ۵۰۱ تفنگداران دریایی تشکیل شد که قبلاً بخشی از تیپ ۳۶ دفاع ساحلی نیروی دریایی اوکراین بودند و از شبه‌جزیره کریمه ضمیمه شده به روسیه خارج شده بودند. این تیپ از زمان تشکیل خود در جنگ در دونباس شرکت داشته است. در فوریه ۲۰۲۲، زمانی که روسیه به اوکراین حمله کرد، بخش اعظم از یگان‌های این تیپ در ماریوپول مستقر بود. ستاد فرماندهی تیپ ۳۶ تفنگداران دریایی در شهر میکولائیف قرار دارد.